# Kościół św. Apostołów Piotra i Pawła w Rekowie
Kościół św. Apostołów Piotra i Pawła w Rekowie – katolicki kościół filialny zlokalizowany we wsi Rekowo w gminie Radowo Małe, w powiecie łobeskim (województwo zachodniopomorskie). Jest filią parafii św. Józefa Oblubieńca w Mieszewie.

## Historia i architektura
Kościół, murowany w technice ryglowej, został wzniesiony w 1802 roku z fundacji Philippa Georga Johana von Borcke. Wzniesiony na rzucie prostokąta, na kamiennej podmurówce, jest budowlą salową z zamkniętym trójbocznie prezbiterium. W zachodniej części korpusu nawowego znajduje się drewniana, dwukondygnacyjna wieża, zakończona ośmioboczną latarnią z barokowym hełmem. Otwory okienne oraz portal wejściowy mają kształt prostokąta. Świątynię nakrywa pięciospadowy dach.
W środku kościoła znajduje się obiegająca trzy ściany empora, wsparta na filarach. Zachowały się dwa cynowe lichtarze z 1802 roku. 
Po II wojnie światowej został konsekrowany jako świątynia katolicka w dniu 29 czerwca 1946 roku.